# Волинський Мирослав Михайлович
Мирослав Михайлович Волинський (нар. 17 лютого 1955, с. Підтесово, Красноярський край) — український композитор

## Біографія   Biography
Народився 17 лютого 1955 року у селі Підтесово Красноярського краю (батьки були репресованими).
З 1956 по 1979 р.р. проживав в м. Івано-Франківську, де закінчив музично-педагогічний Факультет Прикарпатського національного університету імені Василя Стефаника.
З 1979 р. проживає у Львові, де в 1986 р. закінчив Львівську національну музичну академію імені Миколи Лисенка у класі композиції професора Анатолія Кос-Анатольського, а після його смерті Лешека Мазепи.
Дипломант Всеукраїнських конкурсів-фестивалів: Золотоверхий Київ та «Створімо сучасну патріотичну музику».
Член Національної спілки композиторів України. Заслужений діяч мистецтв України. Працював викладачем композиції Львівської середньої спеціальної музичної школи-інтернату ім. С. Крушельницької. Серед учнів є лауреати українських та міжнародних конкурсів юних композиторів.
У творчому доробку Мирослава Волинського близько 200 творів різних форм і жанрів. В своїй творчості композитор тяжіє до монументальних жанрів: опера, ораторія, симфонічна музика. Є вокальні твори написані на німецькій, польській, англійській та італійській мовах.
Твори виконувалися і є в репертуарі не тільки вітчизняних виконавців, а й музикантів зі Швейцарії, Німеччини, Польщі, Канади, Сполучених Штатів Америки, Ізраїлю, Китаю, Франції та Англії.
Композитор підтримує творчі зв’язки з різними музичними колективами: симфонічними оркестрами Львова, Одеси, Чернівців, Івано-Франківська, Тернополя, Черкас, а також Національним Президентським оркестром; з багатьма хоровими колективами: муніципальним камерним хором «Київ», «Хрещатик», «Благовість» (м. Київ), Заслужена капела України «Трембіта», «Галицький камерний хор», «Євшан», «Soli Deo» (м. Львів), «Чернівці» (м. Чернівці), «Галицькі передзвони» (м. Івано-Франківськ); а також окремими вітчизняними та зарубіжними виконавцями.
Із резонансних подій можна відмітити: постановку в 2002 р ораторії «Мойсей» силами Одеського театру опери та балету (диригент Народний артист України Василь Василенко), постановку цієї ж ораторії в м. Львові силами Заслуженої капели України «Трембіта» (диригент Народний артист України Іван Юзюк) – до 150-річчя від дня народження Івана Франка;
постановку ораторії «Totus Tuus» (2011 р.) – з нагоди 10-ї річниці пастирського візиту Папи Івана Павла ІІ до України. (Заслужена  капела України «Трембіта» диригент Заслужений діяч мистецтв України Микола Кулик );
постановку ораторії «Я тебе кличу» (2015 р.) до 150-річниці від дня народження митрополита Андрея Шептицького силами Заслуженої капели України «Трембіта» та Львівського театру опери та балету і. С. Крушельницької (режисер-постановник Народний артист України Василь Вовкун). Ця ораторія була також представлена в м. Києві;
концертна постановка опери «Лісова пісня» на оперному фестивалі «Опера в мініатюрі» в 2017 р. в м. Кам’янець-Подільський (Збірний склад: Україна-Польща- Німеччина).
Постановка І дії опери для дітей «Івасик-Телесик» (2017 р.) силами оперного класу Одеської музичної академії ім. А. Нежданової (режисер-постановник Галина Жадушкіна).
Постановка опери «Одержима» (2022 р) до 150 річниці від дня народження Лесі Українки силами Оперної студії Київської національної музичної академії ім. П Чайковського. Диригент-постановник Сергій Голубничий, режисер Марина Рижова.
Фундація «Андрей» видала 2 компакт-диски з творами Мирослава Волинського у серії «Духовна музика України».
Вокальні твори записані у 2-дисках (Galicians II) в Інтернет-бібліотеці Ukrainian Art Song Project
Окремі твори також входять в компакт-диски різних творчих колективів.
Мирослав Волинський є постійним учасником музичних фестивалів «Київ Музик’фест» (м. Київ), «За єдину європейську Україну» (м. Київ)  «Велика коляда» (м. Львів), «Опера в мініатюрі» Кам’янець-Подільський, «Музичні імпрези України» (м. Черкаси).
На основі вокальних творів були проведені майстер-класи в Торонто (Канада).
Твори на Шевченківську тематику включені до 7-томного видання «Музична Шевченкіана України».

## Список творів

### Опери
1. «Лісова пісня», слова Лесі Українки;  "Forest Song", lyrics by Lesya Ukrainka;   https://www.youtube.com/watch?v=bYHoy0RsmDs
2. «Одержима» слова Лесі Українки;   "Obsessed";   lyrics by Lesya Ukrainka;    https://www.youtube.com/watch?v=tSclioJ64uk
3. «Данило Галицький» слова Романа Горака та Анни Волинської   "Danylo Halytskyi" lyrics by Roman Horak and Anna Volynska   https://www.youtube.com/watch?v=83LjnLdECI8
4. «Івасик-Телесик» — опера для дітей, слова Олександра Олеся та Анни Волинської  "Ivasyk-Telesyk" is an opera for children, lyrics by Oleksandr Oles and Anna Volynska    https://www.youtube.com/watch?v=czL9fpLM7a0&t=9s
5. «Пророк» слова Володимира Винниченка   "Prophet"  lyrics by Volodymyr Vynnychenko  https://www.youtube.com/watch?v=ZvZ9LWXkheM
6. «По дорозі в Казку» слова Олександра Олеся    "On The Way To The Fairy Tale"  lyrics by Oleksandr Oles
7. "Гарненька" лібрето Мирослава Волинського за новелою Кетрін Менсфілд "Склянка чаю". "Pretty" libretto by Myroslav Volynskyi based on Katherine Mansfield's short story "A Cup of Tea".

### Ораторії
1. «Мойсей» слова Івана Франка (1993 рік)   "Moses"   lyrics by Ivan Franko (1993)   https://www.youtube.com/watch?v=6eh--ohV1kc
2. «Totus Tuus» слова Івана Павла ІІ та Анни Волинської   "Totus Tuus"  lyrics by Ivan Paul II and Anna Volynska    https://www.youtube.com/watch?v=flaLag8TBUU&t=5s
3. «Я тебе кличу» слова Андрея Шептицького та Анни Волинської    "I'm Calling You" lyrics by  Andrey Sheptytskyi and Anna Volynska    https://www.youtube.com/watch?v=gjaosTi99vE&t=2s

### Симфонічні твори
1. Симфонічна поема «По дорозі в Казку» за драмою О. Олеся  The symphonic poem "On The Road To The Fairy Tale" based on the play by O. Oles'  https://www.youtube.com/watch?v=KNDXgmbf_m4&t=1s
2. Концерт для віолончелі з оркестром   Concerto For Cello AndOrchestra
3. Поема для скрипки з оркестром   Poem For Violin And Orchestra   https://www.youtube.com/watch?v=_PGN73B4WuQ
4. Концерт для гобою з оркестром    Concerto For Oboe And Orchestra    https://www.youtube.com/watch?v=yfbq-6YbZBw&t=1s
5. "А тепер всі разом" концертне рондо    "And Now All Together" concert rondo    https://www.youtube.com/watch?v=_9TFpxiAGhE
6. Concertino per duettino (дитячий концерт для фортепіано в 4 руки з камерним оркестром)   Concertino Per Duettino (children's concerto for piano 4 hands with chamber orchestra    https://www.youtube.com/watch?v=yVng4b6jbCQ
7. Концерт для саксофона-альта з оркестром    Concerto For Alto Saxophone With Orchestra

### Кантати
1. «Райдуга» сл. А. Цвейга, переклад Анни Волинської   "Rainbow"  lyrics by Arnold Zwaig, translated by Anna Volynska
2. «Нам ще жити» сл. Анни Волинської   "We Still Have To Live" lyrics by Anna Volynska
3. «Стоїть в селі Суботові» сл. Т. Шевченка   "Standing In The Village Of Subotiv"  lyrics by Taras Shevchenko   https://www.youtube.com/watch?v=3SrH1_fLTww
4. «Подражаніє Осії» сл. Т. Шевченка   "Imitates Hosea"  lyrics by T. Shevchenko
5. «Русланові псалми» сл. Маркіяна Шашкевича   "Ruslan Psalms" lyrics by Markiyan Shashkevych
6. «Акафіст (малий) до Теребовлянської ікони Божої Матері» сл. Пресвітера Назарія   "Akathist (small) To The Terebovly Icon Of The Mother of God"  lyrics by Presbyter Nazarius   https://www.youtube.com/watch?v=ScgnDHbb6WE&t=1s
7. «Чернець» слова Т. Шевченка   "Monk" lyrics by Taras Shevchenko       https://www.youtube.com/watch?v=4nTz_YXatPg&t=1s
8. "Господні терези" слова Наталії Лівицької-Холодної  "Lord's Scales"  lyrics by Nataliya Livytska-Kholodna

### Камерно-інструментальні твори
1. Струнний квартет  String Quartet   https://www.youtube.com/watch?v=mS5Dh1mNT34
2. Квінтет для духових «Різдвяний»   Wind Quintet "Christmas"   https://www.youtube.com/watch?v=cluriDe-fs0
3. Тріо для флейти, кларнету та фортепіано  Trio For Flute, Clarinet And Piano   https://www.youtube.com/watch?v=FO-ekolmc4I
4. Соната для альта і фортепіано    Sonata For Viola And Piano    https://www.youtube.com/watch?v=oTxytF-lVhA
5. Соната для віолончелі та фортепіано   Sonata For Cello And Piano
6. "Інтермецо" (скрипка, віолончель, фортепіано)   "Intermezzo" for violin, cello and piano
7. "Скерцо-Тарантела" (для двох скрипок і фортепіано)   "Scherzo-Tarantella" (for two violins and piano)
8. "Елегія" (скрипка + віолончель)
9. "Передноворічне" (скрипка + віолончель)
10. "Молитва" (скрипка + альт)
11. Пастораль (гобой + англійський ріжок)
12. "Спогад про гори" (квартет) "Eine Erinnerung an die Berge"
13. Фортепіанний квартет.

### Твори для фортепіано
1. Чотири прелюдії      https://www.youtube.com/watch?v=i8nKUH3HS9k
2. Експромт    https://www.youtube.com/watch?v=Ro5_5dwKrcM
3. Сон в Новорічну ніч
4. Прелюдія та Фуга
5. Пастораль    https://www.youtube.com/watch?v=QUDenClfvK0
6. Мазурка     https://www.youtube.com/watch?v=sRDoSWTIV7o
7. Скерцо      https://www.youtube.com/watch?v=FgH69V78dRk
8. Балада      https://www.youtube.com/watch?v=f29kJgew-8g
9. Химерний танок (пародія)    https://www.youtube.com/watch?v=WmbbY_B3cS0
10. В Карпатах          https://www.youtube.com/watch?v=RriiRblDpqQ
11. Capriccio           https://www.youtube.com/watch?v=NyHOhWjRFBU
12. Варіації на тему С. Людкевича «Сонце ся сховало»     https://www.youtube.com/watch?v=vNvCejWwXJA
13. Варіації на народну тему
14. Чакона       https://www.youtube.com/watch?v=2pJY5xtnrF8&t=4s
15. Портрет на тему BERGER https://www.youtube.com/watch?v=57cEuv4Qpb4&t=3s
16. Органна фантазія (редакція для фортепіано Анни Волинської)   https://www.youtube.com/watch?v=6g2bqGVOrTE
17. Варіації та тему [Гайдна?]
18. Sonata in 12
19. Melancolia     https://www.youtube.com/watch?v=xcKJBeTDWlc
20. Осіння фантазія на тему Анни Волинської
21. Ноктюрн (авторська транскрипція, оригінал для арфи)   https://www.youtube.com/watch?v=_oPvhyB8h7s
22. Колискова
23. По всьому світу (різдвяна фантазія).

### Твори для арфи
1. «Ноктюрн»

### Твори для кларнету
1. Ноктюрн для кларнету та фортепіано
2. «Тріо-партіта» для трьох кларнетів-соло

### Твори для флейти
1. "Баркарола"
2. "Lacrimosa" для флейти і арфи

### Твори для гобоя
1. Адажіо і Рондо  Adagio and Rondo

### Твори для труби
1. Пісня ночі  Song of the Night
2. Романс

### Твори для скрипки та фортепіано
1. Рапсодія
2. Романс
3. Присвята
4. Український танець
5. «Розпач»
6. Химерний танець (Танець Куцих)
7. Елегія (для скрипки Solo)
8. Allegro con fuoco (для скрипки Solo)
9. Соната (для скрипки Solo)
10. Соната для скрипки та органу

### Твори для альта
1. Соната для альта-соло

### Твори для віолончелі та фортепіано
1. «В пошуках натхнення»
2. «Гірська балада»
3. Lamento для віолончелі-соло
4. Caprice
5. Танго

### Твори для контрабаса
1. Монолог   Monolague

### Твори для органу
1. Фантазія
2. Хорал і Фуга

### Хорові твори (духовні концерти)
1. «Прийдіте, зійдемо»
2. «Все упованіє моє» слова Тараса Шевченка
3. «Єдиний Боже» слова Ліни Костенко
4. «Бог — помсти Господь» (ПС. 94) в перекладі Івана Огієнка

### Оригінальні хорові твори для мішаного хору a cappella
1. «Благослови, душе моя, Господа»
2. «Хвали, душе моя, Господа»
3. «Молитва» слова Анни Волинської
4. «Моя бесіда» слова Василя Стефаника
5. «Нічні думи» слова Івана Франка
6. «Якби…» слова Івана Франка
7. «Пісня сліпих» слова Олександра Олеся
8. «Сонце на обрії» слова Олександра Олеся
9. «Тануть, в'януть сніги» слова Олександра Олеся
10. «Святий вечір» слова Володимира Самійленка
11. «Музика сфер небесних» слова Володимира Самійленка
12. «Не вмре поезія» слова Володимира Самійленка
13. «Осінній день» слова Ліни Костенко
14. «Гроза» слова Михайла Волинського
15. «Рідне Надсяння» слова Василя Хомика
16. «Благовіщення свободи» слова Анни Волинської
17. «Вставай, Україно» слова Дмитра Павличка
18. «Легенда про хрещення Аскольда» слова З. Ружин
19. «До Живоносного Джерела» слова Анни Волинської
20. «Христос воскрес»
21. «Боже-побратиме» слова Анни Волинської
22. «Перші весняні грози» слова Анни Волинської
23. «Хай літають вітри» слова Олександра Олеся (для чоловічого хору)
24. «Щоденно ворони летять» слова Олександра Олеся
25. «Із панських прихвоснів-рабів» слова Олександра Олеся
26. «Європа мовчала» слова Олександра Олеся
27. "Молитва воїна" слова Дзвінки Торохтушко
28. "Де й поділись барви літа"  слова Ганни Касевич
29. "I Loved You First" Lyrics by Christina Rossetti  (для жіночого хору англійською)
30. "Отче наш"
31. 31. "Молитва in tempore belli" слова Валентини Дрегваль

### Твори для хору та оркестру
1. «Благословенная в женах» слова Тараса Шевченка
2. «Звершилось» слова Франциска Салезького
3. «Сумрак вечірній» слова Маркіяна Шашкевича
4. АКАФІСТ (великий) до Пресвятої Владичиці нашої Богородиці заради явлення чудотворної ікони ЇЇ «Теребовлянської»
5. «Там, де в небі Божа Мати»
6. «О Богородице, Діво і Мати»
7. «Хай Музика звучить» слова Анни Волинської
8. «5 творів» на слова Ігоря Калинця
9. «Заповіт Йосифа Сліпого» слова Анни Волинської
10. "Ой у лузі червона калина"
11. "Молитва за Україну" слова Анни Волинської
12. "Любов довготерпелива" слова з 1 послання св. апостола Павла до коринтян, 13

### Твори для хору в супроводі фортепіано
1. «Змовкла, батьку, твоя кобза» слова Михайла Волинського
2. «Співець» слова Олександра Олеся
3. «Крила» новорічна балада, слова Івана Драча
4. «Балада про бранок» слова Володимира Терещенка
5. «Пісня без слів» для хору, скрипки та арфи
6. "Пісня про Переяслав"  слова Володимира Вакулича

### Обробки народних пісень для мішаного хоруa cappella
1. «Ангели, знижайтеся» мелодія В. Приступова, слова Г.Сковороди
2. «Спи, Ісусе» колядка
3. «Пасли пастирі воли» лемківська колядка
4. Пісня про Страдецьку Матір Божу
5. «Шум» веснянка
6. «Ой у лузі червона калина» мелодія С.Чарнецького
7. «Як ви умирали» слова М.Кураха, мелодія М.Гайворонського
8. «Лучко зелена»
9. «Гори, гори і долини»
10. «Над річкою» слова С.Черкасенка, мелодія П.Батюка
11. «Ой торгом-містом» гуцульська колядка
12. «Ой в ліску-ліску» гуцульська колядка
13. «В новім граді Вифлеємі» поліська колядка
14. «Воспоїм пісню днесь новую» поліська колядка
15. «Ци ви вдома, господарю» бойківська колядка
16. «Весела подія» бойківська колядка
17. "Ой сталась нині дивна новина" закарпатська колядка
18. "В темную нічку" колядка
19. "Там в виноградку" яворівська колядка
20. "Ой сів Христос та й вечеряти" слобожанська колядка
21. "Чорнобривці" (музика В. Верменича)
22. "Не питай чого в мене заплакані очі"
23. "До маминих очей" (музика Я. Борути)

### Вокальні твори на слова різних авторів
1. «До музики» слова Анни Волинської
2. «Ти моя світла надія» слова Анни Волинської
3. «Грішниця» слова Анни Волинської
4. «Смереки» слова Степана Пушика
5. «Ти знов прийшла» слова Олександра Олеся
6. «З журбою радість обнялась» слова Олександра Олеся
7. «Прийди» слова Олександра Олеся
8. «Затремтіли струни» слова Олександра Олеся
9. «Ти заснула, мила, встань» слова Олександра Олеся
10. «Про шал кохання снив я в давнину» слова Генріха Гейне
11. «Клади свою руку на серце моє» слова Генріха Гейне
12. «Чом в серці моєму так ятриться рана» слова Ярослава Боднара
13. «Чаша жизни» слова Михайла Лермонтова
14. «Дума про вдову та трьох синів» для голосу в супроводі бандури слова Олександра Олеся
15. «Не стій, вербо, над водою» обробка народної пісні
16. «Прийди в мій сад» (дует) слова Олександра Олеся
17. «Завжди терновий вінець буде кращий, ніж царська корона» слова Лесі Українки
18. An ein fernes Mädchen (на німецькій мові) слова Юрія Федьковича
19. «Заворожи мені, волхве» слова Тараса Шевченка
20. Ode an die Violin (на німецькій мові) слова Rosalyn (Silke Lambert)
21. «Я намагаюся, Господи» слова Анни Волинської
22. «Вечір» слова Анни Волинської
23. «Сонет» слова Анни Волинської
24. «Вже тепло» слова Анни Волинської
25. «Весна тридцять третього» слова Анни Волинської
26. Psalm 134 (на німецькій мові)
27. «Ночі» слова Ігоря Калинця
28. «Очі» слова Ігоря Калинця
29. «Свічник загас» слова Ірини Калинець
30. «Коли ти зі мною» слова Дмитра Луценка
31. «Зимовий вальс» слова Дмитра Луценка
32. «Сина людського вдягли в багряницю» слова Анни Волинської
33. Ballada слова Юліуша Словацького (польською мовою)
34. "Відпалала в ночах горобина" слова Бориса Мозолевського
35. "Виринаєш непроханим спогадом" слова Валентини Дрегваль
36. "Сердечним поглядом очей" слова Ольги Ільків
37. "Квітки з сльозами" слова Пантелеймона Куліша
38. "Я не хотів би" слова Пантелеймона Куліша
39. "До кобзи" слова Пантелеймона Куліша
40. "Знаю, Отче" слова Олександра Бобошка (в супроводі органа)
41. "Jeder Augenblick trägt dein Gesicht" (слова Розалін) на німецькій мові
42. "Ich lebe mein Leben" (слова Р-М. Рільке) на німецькій мові
43. "Дві думи" слова Павла Гірника.
44. «Передчуття» слова Олега Германа
45. Gloria (італійською мовою)
46. Кондак 13 (авторська транскрипція)
47. "Ave Maria" (італійською мовою)
48. "Музика вічності" слова Ганни Касевич
49. "Літа літопис згорнеться в сувій" слова Анни Волинської
50. "Черкнутися душею до душі"" слова Анни Волинської
51. "Dormancy" Lyrics by Jimmy Osborne (англійською)
52. "Вибираю Любов" слова Анастасії Лозової
53. "Душа не може тебе забути" слова Валентини Дрегваль
54. "Любов" слова Василя Симоненка
55. "Не дивися так печально" слова Василя Симоненка
56. "Є в коханні і будні, і свята" (дует) слова Василя Симоненка
57. "Нагадай мені" слова Марини Рижової
58. "Зупинись" (квартет) слова Анни Волинської

### Вокальні цикли
- «На вічну тему» слова Анни Волинської    "On An Eternal Topic" lyrics by Anna Volynska

1. В тебе не просто очі
2. В колисці рук твоїх
3. Я до тебе з зимової казки прийшла
4. Чуєш, люблю тебе…

- «Моя пісня» слова Олександра Олеся    "My Song" lyrics by Oleksandr Oles

1. Хочеш ти, щоб пісню я для тебе склав
2. О, збуди мою пісню
3. Срібні акорди, що з серця знялися
4. Пекло, здавалось, було в ту годину
5. Ніжну-ніжну, як подих билини
6. О, ще не всі умерли жалі
7. Кричи, паяце
8. Народ, як мертвий, спить без снів
9. Коли нема пророка на землі
10. Поете! Лицарю краси
11. Коли б гора зневіри впала
12. Підбиті голуби здіймались
13. Фіалки сліпий продає
14. Життя минає, наче сон

- «В наші ночі…» слова Анни Волинської    "In Our Nights..."  lyrics by Anna Volynska

1. Місячна ніч
2. Украду тебе
3. Світить місяць на верби плакучі
4. Не клич мене
5. Осіння ніч
6. Хай присниться мені сьогодні
7. В наші ночі

- "Świat w moich dłoniach" слова Ричарда Савіцького (польською мовою)    "The World In My Hands" lyrics by Richard Savitsky (in Polish)

- "На схрещених мечах"  слова Василя Симоненка

1. Ну скажи - хіба не фантастично
2. Вона прийшла
3. Я тобі галантно не вклонюся
4. Я дивлюся в твої перелякані очі
5. Там у степу схрестилися дороги
6. Коли б тобі бажав
7. Ти до мене прийшла не із казки
8. Пішла
9. Заграє смерть іржавою трубою